# Шалкар
Шалка́р (каз. Шалқар) — місто, центр Шалкарського району Актюбінської області Казахстану. Адміністративний центр та єдиний населений пункт Шалкарської міської адміністрації.
У радянські часи місто називалось Челкар.
Населення — 27833 особи (2021; 26574 у 2009, 26239 у 1999, 28899 у 1989).